# Kali disulfat
Kali pyrosunfat, còn được gọi với cái tên khác là kali disunfat, là một hợp chất vô cơ có thành phần gồm ba nguyên tố: kali, oxy và lưu huỳnh với công thức hóa học được quy định là K2S2O7.

## Điều chế
Hợp chất kali pyrosunfat có thể được tạo thành bằng phương pháp nhiệt phân các muối khác, mà trực tiếp nhất là từ hợp chất kali bisunfat, được biểu diễn qua phương trình phản ứng:
2 KHSO4 → K2S2O7 + H2O
Tuy nhiên, với điều kiện là nhiệt độ trên 600 °C, hợp chất vừa tạo ra sẽ tiếp tục phân hủy kali pyrosunfat thành kali sulfat và lưu huỳnh trioxit:
K2S2O7 → K2SO4 + SO3
Các muối khác, như kali trisunfat, cũng có thể bị phân hủy thành hợp chất kali pyrosunfat.

## Sử dụng
Kali pyrosunfat được sử dụng trong ngành hóa học phân tích; các mẫu hợp chất được kết hợp với kali pyrosunfat, (hoặc hỗn hợp kali pyrosunfat và kali fluoride) để đảm bảo chúng bị phân giải hoàn toàn trước khi phân tích định lượng.
Hợp chất này cũng được sử dụng làm chất xúc tác, được dùng kết hợp với vanadi(V) oxit trong phương thức sản xuất công nghiệp lưu huỳnh trioxit.